# 泰国无尾果蝠
泰国无尾果蝠（学名：Megaerops niphanae），一种分布于印度、泰国、老挝、越南等地区的蝙蝠，隶属于狐蝠科无尾果蝠属。2004年中国云南省贡山县曾发现泰国无尾果蝠分布纪录。

## 形态特征
泰国无尾果蝠属于一种中型果蝠，前臂长55.5～60毫米，颅全长24.4～28.2毫米。头和上体暗褐色，毛基灰色，毛尖淡褐色；颏、吼、前胸和颈侧为浅灰色，于腹面形成一宽阔的浅灰色围脖；腹部毛基灰色，毛尖褐色。翼膜烟褐色。

## 保护
本种于2023年被收录入《有重要生态、科学、社会价值的陆生野生动物名录》。